# Гепатоцелюлярна карцинома
Гепатоцелюлярна карцинома (абревіатура ГЦК, англ. hepatocellular carcinoma, лат. carcinoma hepatocellulare) — найпоширеніший тип первинного раку печінки у дорослих і наразі є найчастішою причиною смерті людей з хронічним гепатитом B і C. Третя провідна причина смертності від раку в усьому світі (>1 млн смертей на рік). 5-те за частотою злоякісне новоутворення (1–8 % нових випадків щорічно). Захворюваність на цю пухлину зростає впродовж 2000—2020 років (у 2020 році зафіксовано 905 673 нових випадків і 830 180 смертей) й, як очікується, зростатиме до 2030 року в деяких країнах.
Міжнародна стратегія вакцинації проти гепатиту B і досягнення в лікуванні гепатиту C, обіцяють мати суттєвий вплив на захворюваність на гепатоцелюлярну карциному, але їхня користь буде реалізована повільно через дуже тривалий латентний період — 20-30 років від початку ураження печінки до розвитку гепатоцелюлярної карциноми.
Захворюваність є найвищою в Азії та Африці, де ендемічна висока поширеність гепатиту В і С сильно сприяє розвитку хронічного захворювання печінки (гепатиту), цирозу її та подальшому розвитку гепатоцелюлярної карциноми. Захворюваність у 2–4 рази вища у чоловіків, ніж у жінок (14,9 проти 5,5 на 100 тисяч/рік). У Південно-Східній Азії ~30/100 тисяч чоловіків та ~13/100 тисяч жінок, а в Європі, обох Америках та Австралії — 2–5/100 тисяч у обох статей. 
Класична форма пухлини в непошкодженій печінці трапляється рідко. Більшість таких випадків — це є фіброламелярна карцинома, яка формується у людей віком 20–30 років, й не зумовлена зараженням гепатотропними вірусами. Вона не перебігає з підвищенням рівню альфа-фетопротеїну в сироватці крові. Реєструється в 1–9 % випадків локалізації карциноми у печінці. Незважаючи на те, що фіброламелярна карцинома історично вважалася гістологічним варіантом гепатоцелюлярної карциноми, на початку 2020-х років вона визнана окремою клінічною формою через її епідеміологіяні особливості, етіологію та прогноз.
Розвиток пухлини пояснюється фіброзом і цирозом печінки, які виникають на тлі хронічного ураження та запалення печінки. Це тісно пов'язане, окрім гепатиту B або C, зі впливом на печінку токсинів, таких як алкоголь, афлатоксини або алкалоїди піролізидину. Також здатні відігравати роль інші чинники із доведеним онкогенним впливом: комбіновані оральні контрацептиви, андрогенні анаболічні засоби, тютюнокуріння. Сумація дії деяких чинників, як-от алкогольного цирозу та коінфекції вірусом гепатиту В або С, особливо збільшує ризик утворення пухлини. Деякі рідкісні захворювання: гемохроматоз і дефіцит альфа-1-антитрипсину також помітно підвищують ризик розвитку гепатоцелюлярної карциноми. Метаболічний синдром і неалкогольний стеатогепатит визнаються факторами ризику виникнення цієї пухлини.
Уявлення про гепатоцелюлярну карциному, її прояви значно змінилися за останні кілька десятиліть. Тоді як у минулому пацієнти, як правило, зверталися на пізній стадії з болем у правому верхньому квадранті, втратою ваги, асцитом та іншими ознаками декомпенсованого захворювання печінки, тепер ця хвороба все частіше розпізнається на набагато більш ранніх стадіях як наслідок рутинного скринінгу пацієнтів із відомим цирозом печінки, використовуючи ультразвукове дослідження з або без вимірювання рівня альфа-фетопротеїну. Діагноз часто можна встановити на основі неінвазивної візуалізації без підтвердження біопсії. Навіть якщо потрібна біопсія, для орієнтації зазвичай потрібна візуалізація.
Лабораторне обстеження хворих із вперше виявленою гепатоцелюлярною карциномою повинно включати тестування для визначення тяжкості основного захворювання печінки та з'ясування етіології основного захворювання.
Трансплантація печінки залишається оптимальним варіантом для лікування хворих на гепатоцелюлярну карциному. На жаль, пропозиція якісних органів від померлих донорів обмежена. Таким чином, інші методи лікування, включаючи резекцію, радіочастотну абляцію (РЧА), і, потенційно, системну терапію слід використовувати, щоб зробити готовими пацієнтів до трансплантації або попередити рецидив пухлини, якщо це можливо.

## Патогенез і патоморфологія
Патогенез гепатоцелюлярної карциноми остаточно не з'ясований і, очевидно, є багатофакторною подією. У 1981 році, після того як було пов'язано вірус гепатиту В з розвитком пухлини, вважалося, що причина була ідентифікована. Проте подальші дослідження не змогли визначити інфекцію вірусом гепатиту B як основний незалежний фактор ризику, і стало очевидним, що більшість випадків цієї пухлини розвивалися у пацієнтів із цирозом печінки різної етіології, включаючи пацієнтів з негативними маркерами гепатиту B.
Запалення, некроз, фіброз і триваюча регенерація характеризують циротичну печінку та сприяють розвитку гепатоцелюлярної карциноми. У пацієнтів з гепатитом B, у яких ця пухлина може розвинутися в печінці, яка не є відверто циротичною, зазвичай присутній основний фіброз із малою регенерацією. Навпаки, у пацієнтів з інфекцією вірусом гепатиту С (HCV) гепатоцелюлярна карцинома майже завжди проявляється на тлі виразного цирозу печінки. Ця різниця може бути пов'язана з тим фактом, що вірус гепатиту B є ДНК-вірусом, який інтегрується в геном хазяїна та виробляє білок X, який може відігравати ключову регуляторну роль у розвитку цієї пухлини, сприяючи проліферації клітин. Вірус гепатиту С — це РНК-вірус, який розмножується в цитоплазмі та не інтегрується в ДНК хазяїна.
Деякі фактори, пов'язані з розвитком гепатоцелюлярної карциноми в осіб, інфікованих вірусом гепатиту B:
- Підвищене вірусне навантаження ДНК вірусу гепатиту B у сироватці крові.
- Генотип вірусу — ризик ГЦК, здається, вищий з генотипами C і F.
- Мутації вірусу — наприклад, у ділянках preS, основного корового промотора або HBx.
- Фактори хазяїна — такі як поліморфізм у KIF1B, HLA-DQ, STAT4 та GRIK1.
- Інтеграція HBV в гени контролю росту (наприклад, TERT), проонкогенні гени або гени-супресори пухлин і онкогенна активність усіченого HBx.

Каталогізовані потенційні гени-драйвери для гепатоцелюлярної карциноми:
- T ERT — підтримка довжини теломер;
- TP53 — супресор пухлин;
- CTNNB1 — регулятор транскрипції;
- ARID1A, ARID2 — ремоделювання хроматину.

Патологічні процеси, які призводять до злоякісної трансформації, включають різноманітні чинники, багато з яких можуть бути змінені зовнішніми факторами та факторами довкілля та зрештою призводять до генетичних змін, які затримують у печінці апоптоз та посилюють там клітинну проліферацію.
У той час як різноманітні вузлики часто виявляються в печінці з цирозом, включаючи диспластичні та регенеративні вузлики, чіткого прогресування від цих утворів до гепатоцелюлярної карциноми не відбувається. Проспективні дослідження показують, що наявність дрібноклітинних диспластичних вузликів несе підвищений ризик малігнізації, але великоклітинні диспластичні вузлики не асоціюються з підвищеним ризиком виникнення цієї пухлини. Докази, які пов'язують дрібноклітинні диспластичні вузлики з гепатоцелюлярною карциномою, включають наявність збережених маркерів проліферації та наявність вузлика-у-вузлику при оцінці патології.
Деякі дослідники припустили, що ця пухлина розвивається з печінкових стовбурових клітин, які проліферують у відповідь на хронічну регенерацію, спричинену вірусним ураженням. Клітини в невеликих диспластичних вузликах, як здається, несуть маркери, які відповідають клітинам-попередникам або стовбуровим клітинам.
У печінці з цирозом пухлина розвивається етапно:
1. регенеративні та гіперпластичні вузлики діаметром близько 1 мм;
2. диспластичні вузлики від 3 до 15 мм;
3. неопластичні зміни — при діаметрі утворення <1 см ризик розвитку гепатоцелюлярної карциноми становить 10–50 %.

Цій пухлині притаманна схильність до формування сателітних вогнищ.

## Анатомія та топографічна анатомія печінки
Повне розуміння хірургічного та інтервенційного підходу до печінки вимагає комплексного розуміння її анатомії та судинного постачання. Печінка є найбільшим внутрішнім органом, що становить 2-3 % від загальної маси тіла дорослої людини. Вона займає правий верхній квадрант черевної порожнини, оточуючи нижню порожнисту вену, і прикріплюється до діафрагми та парієтальної очеревини різними зв'язками.
Печінкова артерія забезпечує 30% кровотоку до нормальної паренхіми печінки, але понад 90% до пухлин печінки, включаючи як гепатоцелюлярну карциному, так і метастатичні ураження.
Іншою великою вхідною судиною є ворітна вена, яка несе 70-85% крові в печінку. Ця вена є місцем злиття селезінкової і верхньої брижової вен, які дренують кишку, підшлункову залозу, шлунок і селезінку.
Первинний венозний дренаж печінки здійснюється через три великі печінкові вени, які впадають у нижню порожнисту вену, прилеглу до діафрагми. Права печінкова вена зазвичай має овальну форму, її довга вісь лежить на лінії порожнистої вени. Середня та ліва печінкові вени входять у нижню порожнисту вену через один отвір приблизно у 60% людей. Крім того, є 10-50 дрібних печінкових вен, які впадають безпосередньо в порожнисту вену.
Анатомія жовчних проток печінки загалом відповідає артеріальним відділам печінки. Загальна жовчна протока відходить від протоки жовчного міхура і до цього є печінковою протокою. Печінкова протока ділиться на дві або три додаткові протоки, які дренують печінку. Існують значні варіації в анатомії жовчовивідних шляхів, тому ретельна передопераційна візуалізація є життєво важливою перед будь-якою великою резекцією печінки.
Судинна анатомія печінки визначає її функціональні сегменти. Виділяють праву та ліву половину печінки, які визначаються лінією, яка з’єднує ямку жовчного міхура та нижню порожнисту вену, приблизно паралельну середній печінковій вені, яка знаходиться трохи ліворуч.
Права половина печінки розділена на чотири сегменти (тобто 5, 6, 7, 8), кожен з яких живиться гілкою ворітної вени. Права оловмна печінки живиться правою печінковою веною. Ліва половина печінки має три сегменти (тобто 2, 3, 4). Сегмент 4 є найбільш медіальним і прилягає до середньої печінкової вени. Сегменти 2 і 3 знаходяться ліворуч від серпоподібної зв’язки і дренуються лівою печінковою веною. Сегмент 1 (хвостата частка) прилягає до порожнистої вени.
Загалом резекцію печінки поділяють на дві основні категорії:
1. Неанатомічні (клиноподібні) резекції, як правило, обмежені резекції невеликої частини печінки без урахування судинного постачання.
2. Анатомічні резекції передбачають видалення одного або кількох із восьми сегментів печінки.

Як правило, правобічна гепатектомія означає видалення сегментів 5-8, розширена правобічна гепатектомія (права трисекціонектомія) включає сегменти 4-8, ліворуч включає сегменти 2-4, а розширена ліворуч (ліва трисекціонектомія) включає сегменти 2, 3, 4, 5 і 8. Лівостороння секційектомія включає лише сегменти 2 і 3. Хвостата частка може бути видалена як ізольована резекція або як компонент однієї з більш обширних резекцій, зазначених вище. Обсяг резекції, яку можна допустити, залежить від можливостей здорової печінки, яка залишиться.

## Клінічні прояви
Метастази найчастіше відбуваються в лімфатичних вузлах зазвичай вперше в гепатодуоденальній зв'язці, легенях, рідше в головному мозку, кістках, очеревині, нирках і надниркових залозах, селезінці, підшлунковій залозі, плеврі.

## Діагностика
Діагноз часто можна встановити на основі неінвазивної візуалізації без підтвердження біопсії. Навіть якщо потрібна біопсія, для орієнтації зазвичай необхідна візуалізація. Лабораторне обстеження пацієнтів із вперше діагностованою гепатоцелюлярною карциномою має включати тестування для визначення тяжкості основного захворювання печінки та з'ясування етіології основного захворювання.
Головним маркером пухлини тривалий час вважався α-фетопротеїн (АФП) — специфічною є концентрація >200 нг/мл, але може досягати >1000 нг/мл, що, ймовірно, вказує на мультифокальну гепатоцелюлярну карциному й інфільтрацію ворітної вени). Проте АФП також є маркером інших новоутворень. Тому АФП не є скринінговим тестом для раннього виявлення гепатоцелюлярної карциноми через недостатню чутливість та специфічність цього маркера. Хоча наявність пухлиноподібного утворення в печінці на тлі підтвердженого гепатиту B чи C за збільшеного АФП слід розцінювати як гепатоцелюлярну карциному.
Досліджують також AFP-L3 - гліковану, аглютинуючу ізоформу альфафетопротеїну; дез-гамма-карбоксипротромбін (DCP / PIVKA-II); гліпікан 3. 
Якщо в клінічному аналізі крові виявляються ознаки анемії, то це може бути пов'язано з кровотечею з варикозно розширених вен стравоходу або пухлинним процесом, який зайшов далеко. Тромбоцитопенія є ознакою значної портальної гіпертензії або спленомегалії.
Гіпонатріємія зазвичай зустрічається у пацієнтів з цирозом печінки та асцитом. Вона може бути маркером прогресуючого захворювання печінки. Підвищення рівня креатиніну в сироватці може свідчити про захворювання нирок або гепаторенальний синдром.
При агресивному скринінгу частота резектабельної гепатоцелюлярної карциноми, діагностованої у пацієнтів з високим ризиком, сягає 30-50 %, що майже вдвічі перевищує рівень діагностики у населення, яке не пройшло скринінг. Незважаючи на значний ризик рецидиву, навіть у пацієнтів, які отримували лікування, протоколи скринінгу виявляються економічно ефективними для цієї ситуації.
Загалом гепатоцелюлярна карцинома виглядає як кругла або овальна маса з різкими гладкими межами.  Гепатоцелюлярна карцинома може бути ізо-, гіпо- або гіперехогенною на УЗД. Вона є неоднорідною, коли в ній, особливо великих розмірів, відбулись геморагії чи некроз. Візуалізація гіпоехогенної капсули з чітко виразним посиленням ультразвукового сигналу, що виникає через компресію та ішемію навколишнього ураження паренхіми печінки, є специфічним. При утвореннях діаметром <2 см ефективність УЗД, навіть із застосуванням контрастування, становить лише близько 30 %. Класичне посилення сигналу в артеріальній фазі та вимивання контрасту у венозній фазі виявляється лише в 50 % випадків.
УЗД-ідентифікація пухлини може бути ускладнена на тлі регенеративних вузликів у циротичній печінці. Кордон між пухлиною і печінкою може стати нечітким при вузловій пухлині. 
Використання доплерівського аналізу для характеристики ураження може бути корисним, оскільки гепатоцелюлярна карцинома має більшу ймовірність значного артеріального кровопостачання та неоваскуляризації порівняно з регенеративними вузликами. УЗД з доплерівським дослідженням дозволяє виявити також тромбоз ворітної вени, печінкових вен чи нижньої порожнистої вени. Виявлення змін у портальній системі, які бувають у 60–70% хворих, має важливе значення для тактики лікування та прогнозування.

## Лікування
Трансплантація печінки залишається оптимальним варіантом для хворих на цю пухлину. Проте пропозиція якісних органів від померлих донорів обмежена. Таким чином, мають значення й інші методи лікування, включаючи резекцію; радіочастотну абляцію (РЧА), хімієтерапію. Потенційно слід використовувати системну терапію, щоб встигнути зберегти пацієнтів до трансплантації або затримати рецидив пухлини, якщо це можливо.
Варіанти лікування цієї пухлини залежать від:
- розміру, кількості та розташування пухлин;
- наявності або відсутності цирозу печінки;
- прогнозування операційного ризику на основі ступеня цирозу та супутніх захворювань;
- загального стану хворого;
- прохідності ворітної вени;
- наявності або відсутності метастазів.

Перш ніж призначати остаточну терапію, слід стабілізувати ускладнення цирозу:
- обмежити натрій, призначити діуретики та провести лапароцентез при асциті.
- Дати лактулозу при печінковій енцефалопатії.
- Призначити урсодезоксихолеву кислоту від свербіжу.
- Провести склерозування вен або накласти бандаж при варикозній кровотечі.
- Призначити антибіотики при спонтанному бактеріальному перитоніті.

Хірургічна резекція та трансплантація печінки дають єдині шанси на лікування, але мають обмежене застосування. Основними прогностичними факторами резектабельності є розмір пухлини та функція печінки. Лише близько 5% пацієнтів з гепатоцелюлярною карциномою підходять для трансплантації. Ці пацієнти можуть мати 5-річну виживаність понад 75% з частотою рецидивів пухлини лише 15% через 5 років.
Таким чином, слід використовувати інші методи лікування, щоб мати можливість провести трансплантацію або затримати рецидив. До таких методів належить: резекція; радіочастотна абляція (РЧА); і системна хімієтерапія сорафенібом, атезолізумабом плюс бевацизумаб або тремелімумаб плюс дурвалумаб (з варіантами другого ряду, включаючи регорафеніб, ніволумаб, ленватиніб, пембролізумаб, кабозантініб і рамуцирумаб). У пацієнтів, у яких стався рецидив після резекції або трансплантації, агресивне хірургічне лікування, ймовірно, дасть найкращий результат.

### Безопераційне лікування
Пацієнтам, які не є кандидатами на трансплантацію або резекцію печінки, можна запропонувати абляцію пухлини, щоб продовжити їхнє життя та потенційно зменшити стадію пухлини, щоб дати можливість провести трансплантацію або резекцію. Крім того, пацієнти з пізньою стадією захворювання можуть отримати користь від паліативної допомоги, а не піддаватися часто неефективним методам лікування.
Пацієнтам слід уникати алкоголю та інших токсичних речовин для печінки, оскільки прогноз пов’язаний із загостренням цирозу печінки та стадією пухлини. Споживання риби та пов’язаних з рибою жирних кислот залежно від дози асоціюється з меншим ризиком розвитку гепатоцелюлярної карциноми, незалежно від стану гепатиту.

#### Транскатетерна артеріальна хіміоемболізація
Найбільш поширеною терапією є цей спосіб, який виконує інтервенційний радіолог. При цьому  вибірково вставляється канюля у живильну артерію до пухлини та вводяться високі місцеві дози хіміотерапевтичних препаратів, включаючи доксорубіцин, цисплатин або мітоміцин С. Щоб запобігти системній токсичності, живильну артерію оклюзують за допомогою гелевої піни або спіралі для запобігання течії крові там.
Оскільки більшість випадків гепатоцелюлярної карциноми отримує 80-85% свого кровотоку з печінкової артерії, така терапія може бути добре спрямованою, залишаючи мінімальний вплив на нормальну паренхіму, яка в основному живиться портальною кров’ю. Виліковування таким способом можна досягти аж у 60% пролікованих пацієнтів.

#### Стереотаксична променева терапія тіла
Це вдосконалена форма променевої терапії зовнішнім променем, яка забезпечує точну доставку дуже високих доз опромінення до пухлин, зберігаючи навколишні здорові тканини. Вона є альтернативою для пацієнтів з ранньою стадією гепатоцелюлярної карциноми, у яких стандартні методи лікування, такі як хірургічне втручання або абляція, протипоказані. Вона також може використовуватися для лікування рецидивів і може бути потенційно успішною у деяких випадках.

#### Брахітерапія
Інший варіант лікування брахітерапія здійснює локальну доставку низьких доз радіоактивних препаратів до пухлини і опромінення її радіоактивною речовиною, яка знаходиться всередині тіла пацієнта. Одна з таких процедур, "TheraSphere" використовує скляні кульки розміром від 20 до 40 мкм, які завантажуються радіоактивним ітрієм і доставляються за допомогою ангіографії. Потім протягом 10-12 днів проводять променеву терапію загальною дозою близько 150 греїв. Максимально допустима відстань становить 1 см. 
Результати свідчать про те, що певній кількості пацієнтів за допомогою цього підходу можна успішно знизити стадію та згодом піддати їх трансплантації. Ризики методу включають радіаційне ураження сусідніх органів (наприклад, шлунково-кишкового тракту).

#### Системна хіміотерапія
Залишається основою лікування пацієнтів із занедбаною гепатокарциномою, які не є кандидатами на резекцію, трансплантацію печінки або локалізовану абляцію пухлини. На жаль, гепатокарцинома мінімально реагує на системну хіміотерапію. Резистентність може бути зумовлена універсальною експресією білка гена резистентності на поверхні злоякісних клітин, що призводить до активного витікання хіміотерапевтичних засобів.
Хіміотерапія, як правило, погано переноситься і, здається, менш ефективна у пацієнтів з гепатоцелюлярною карциномою, які мають порушення функції печінки. Молодші пацієнти з добре компенсованим цирозом печінки внаслідок хронічного гепатиту В або С мають кращі результати хіміотерапії, ніж літні пацієнти з алкогольним цирозом та іншими супутніми захворюваннями.
Однак також немає очевидної користі від хіміотерапії в ад’ювантному режимі після резекції або радіочастотної абляції.
Оскільки системна хіміотерапія має сумнівні переваги порівняно з ризиками (наприклад, токсичність), таргетна терапія та імунотерапія були основними методами лікування прогресуючої неоперабельної гепатоцелюлярної карциноми. Протягом багатьох років сорафеніб був єдиним препаратом для системної терапії прогресуючого захворювання. Проте нові методи таргетної терапії та імунотерапії розширили алгоритм лікування цих пацієнтів. Такі схеми, як регорафеніб (regorafenib), кабозантініб (cabozantinib),  атезолізумаб плюс бевацизумаб і тремелімумаб плюс дурвалумаб, стали стандартними, тоді як нові методи лікування включають тіслелізумаб і пембролізумаб з ленватинібом (lenvatinib).

#### Інші нехірургічні заходи
Для певної кількості пацієнтів варіанти лікування, крім паліативної допомоги, обмежені. Для пацієнтів з цирозом печінки за Чайлдом-П'ю класу C та протипоказанням для трансплантації будь-яке втручання може призвести до прогресуючої декомпенсації печінки. У цих пацієнтів лікування фокусується на контролю болю, боротьбі з асцитом, набряками та портосистемному лікуванні печінкової енцефалопатії.

### Хірургічне втручання
Зважаючи на відсутність ефективної хіміотерапії та нечутливість цієї пухлини до променевої терапії, повна екстирпація пухлини є єдиною можливістю довготривалого ефекту. Резекція пухлини шляхом часткової гепатектомії може бути здійснена в обмеженої кількості пацієнтів через ступінь цирозу печінки.
У пацієнтів із декомпенсованим захворюванням печінки трансплантація печінки створює можливість для тривалого лікування обмеженої пухлини. Альтернативні методи лікування, включаючи місцеву абляційну терапію, TACE і трансартеріальну брахітерапію, можна розглянути у пацієнтів, які не є кандидатами на хірургічні процедури.
Успіхи в техніці резекції печінки, кращий відбір пацієнтів, покращений післяопераційний догляд і сучасна анестезія призвели до різкого зниження періопераційної захворюваності та летальності. Резекція печінки є операцією вибору для пацієнтів з пухлиною менше 5 см за відсутності цирозу. Ці пацієнти часто можуть переносити резекцію до 50% загального об'єму печінки. У таких пацієнтів у спеціалізованих центрах можна очікувати операційну летальність менше 2%.
У пацієнтів з цирозом обсяг резекції печінки, яку хворий може перенести, значно обмежений. Клінічно виразна портальна гіпертензія, варикозні розширені вени стравоходу або спленомегалія з кількістю тромбоцитів нижче 100 000 в 1 мкл прогнозують поганий результат при значному обсягу резекції. Загалом, резекція більш ніж двох сегментів протипоказана у пацієнтів з цирозом класу В або С за Чайлдом—П'ю. Однак для пацієнтів, яким проведено успішну резекцію, прогнозується тривала виживаність.
Після резекції печінки у 75% пацієнтів розвивається внутрішньопечінковий рецидив протягом 5 років. Цей рецидив може бути або новою пухлиною, або ж місцевим поширенням. Патологічні характеристики, пов’язані з більшою частотою рецидивів, це:
- Невиявлена пухлина на межі проведеної резекції.
- Наявність цирозу.
- Судинна інвазія.
- Високий ступінь диференціації пухлини.
- Кількість пухлинних вузликів.
- Мікросудинний тромбоз ворітної вени.

Інші клінічні фактори, пов’язані з вищою частотою рецидиву, є:
- Рівень сироваткового альфа-фетопротеїну перед резекцією вище 10 000 нг/мл.
- Великі інтраопераційні потреби в переливанні препаратів крові.
- Передопераційна активність аспартатамінотрансферази (АСТ) перевищує удвічі норму.
- Діагностований гепатит С.

Пацієнтам із рецидивом і збереженою функцією печінки показана повторна резекція.

### Трансплантація печінки
Порівняно з резекцією, ортотопічна трансплантація печінки має кілька потенційних переваг. Повна гепатектомія спричинює можливість локального рецидиву на межі резекції і, крім того, видаляє циротичну печінку, яка явно схильна до пухлиноутворення. Трансплантація печінки також усуває занепокоєння щодо здатності пострезекційного залишку печінки забезпечити адекватний об’єм печінки.
Початковий досвід трансплантації печінки для пацієнтів з гепатоцелюлярною карциномою був невдалим, з високою частотою рецидивів у алотрансплантаті (пересадженій печінці) та метастазуванням. Звіти національного реєстру трансплантаційних пухлин у 1991 році показали, що 5-річна виживаність становила лише 18%. Серед тих, хто вижив, лише 9% залишилися без рецидиву пухлини через 2 роки. Ці жахливі дані про виживання призвели до мораторію на трансплантацію при гепатоцелюлярній карциномі на початку 1990-х років. Проте подальші дослідження показали, що ці результати, ймовірно, були результатом поганого відбору пацієнтів і трансплантації в умовах значного пухлинного тягаря. У пацієнтів із випадково виявленими невеликими пухлинами результати були насправді досить хорошими, що призвело до подальшої переоцінки показань до трансплантації при гепатоцелюлярній карциномі.
Підхід до пацієнтів з цією пухлиною різко змінився після публікації в 1996 році результатів Маццаферро та ін. у Мілані, які продемонстрували, що пацієнти з обмеженими пухлинами можуть досягти рівня виживаності пацієнтів після трансплантації, еквівалентного пацієнтам без злоякісних новоутворень. Були створені міланські критерії, за якими визначали кандидатуру для трансплантації. Згідно з досвідом міланських науковців, пацієнти з підтвердженим цирозом печінки та однією пухлиною не більше 5 см у діаметрі або з трьома розміром не більше 3 см мали 4-річну загальну виживаність 85% і пухлинну виживаність 92%. Для порівняння, пацієнти з великою пухлиною мали 4-річну виживаність 50%. Після цього дослідження трансплантацію було визнано терапією вибору для пацієнтів зі значним цирозом печінки та обмеженим пухлинним ураженням.
Крім причин  пов'язаних із самою пухлиною, виживання після трансплантації також корелювало з різними анатомічними та патологічними особливостями. Поганий прогноз був пов'язаний з:
- Білобарним поширенням пухлини.
- Судинною інвазією (особливо інвазією макроскопічною пухлиною).
- Вищим гістологічним ступенем диференціації пухлини.
- Рівнем альфа-фетопротеїну перед лікуванням вищим за 300 нг/мл.

У цих хворих існує висока ймовірність рецидиву пухлини. Виживаність після трансплантації, як видається, еквівалентна виживаності при гепатоцелюлярній карциномі загалом. Зрештою, клінічно виражене повторне зараження вірусом гепатиту B або вірусом гепатиту C корелює з рецидивом пухлини. У хворих на гепатит С активне рецидивування самого гепатиту має 40% ризик розвитку пухлини в трансплантованому органі.
Застосування трансплантації при гепатоцелюлярній карциномі також було обмежено доступом до органів померлих донорів. До 2002 року основним фактором розподілу печінки був час очікування пацієнта, що призводило до високого відсіву пацієнтів, які перебували у черзі на трансплантацію. У своїй доповіді 2002 року Яо та інші повідомили, що через прогресування пухлини 37,8% пацієнтів зі списку очікування більше не мали права на таке лікування через 12 місяців.
Починаючи з лютого 2002 року, алотрансплантати печінки розподілялися відповідно до ймовірності смерті пацієнтів від захворювання печінки. Загалом алотрансплантати печінки призначаються пацієнтам відповідно до оцінки моделі термінальної стадії захворювання печінки (MELD). За цією системою першим у черзі є пацієнт з найвищим балом MELD і, отже, найвищим ризиком смерті без трансплантації печінки.
Оскільки пацієнти з гепатоцелюлярною карциномою мають більше шансів померти від свого злоякісного новоутворення, ніж від захворювання печінки, хірурги побоювалися, що такі пацієнти отримають невигідне положення за системою MELD. Щоб забезпечити доступ до органів померлих донорів, пацієнти з гепатоцелюлярною карциномою 1 або 2 стадії отримували вищі бали MELD на основі стадії пухлини. Пацієнти зі стадією 3 або вище були виключені з черги на трансплантацію. Ця зміна в системах розподілу призвела до різкого скорочення часу очікування та майже до повного виключення пацієнтів, у яких відбулося прогресування пухлини. Ранні звіти свідчать про те, що відсоток відсіву в списку очікування становив менше 5% через 8 місяців.
Пріоритет, який надавався пацієнтам з гепатоцелюлярною карциномою, був поставлений під сумнів, і ряд авторів припустили, що ці пацієнти отримали непропорційну перевагу порівняно з рештою списку очікування. Це призвело до скорочення оновлення точки MELD.
Додаткові стратегії включають використання трансплантації печінки живого донора та трансплантації розділеної печінки. Ці методи розширюють пул органів і, як видається, забезпечують виживання, еквівалентне трансплантації цілого органу. Вони також використані у пацієнтів, які проходили трансплантацію, і у яких пухлинний тягар перевищував Міланські критерії.
На основі цього досвіду кілька центрів виступають за розширення максимального пухлинного тягаря, який можна розглядати для модернізації MELD, щоб включити пацієнтів з однією пухлиною не більше 6,5 см або з трьома або меншою кількістю пухлин не більше 4,5 см із загальним діаметром пухлини більше 8 см. Трансплантація в цій популяції призвела до рівня виживання 90% через 1 рік і 72,5% через 5 років.  Подальше уточнення як критеріїв переліку, так і ступеня підвищення MELD, що надається пацієнтам з гепатоцелюлярною карциномою, буде здійснено надалі.

### Абляційна терапія
Лікування пацієнтів з гепатоцелюлярною карциномою, які не є кандидатами на резекцію або трансплантацію, обмежене. Проте місцеві аблятивні методи лікування можна використовувати або як крок до трансплантації шляхом зменшення ризику прогресування пухлини, або як паліативну процедуру для продовження життя. Абляційні процедури, включаючи ін’єкцію етанолу, РЧА та кріотерапію, можна виконувати черезшкірно, лапароскопічно або за допомогою відкритого хірургічного доступу.
Черезшкірна ін’єкція етанолу була першою абляційною процедурою, використаною для лікування цієї пухлини. Вона передбачає введення безпосередньо в пухлину, що призводить до повного видалення до 70% уражень, які менше або дорівнюють 3 см. Зазвичай це виконується під контролем ультразвукового дослідження печінки і потребує від чотирьох до шести сеансів для завершення абляції.
У пацієнтів із цирозом печінки класу А за Чайлдом-Пью можна досягти 40-55% виживання до 3 років введенням етанолу. У ретроспективних оглядах показники 3-річної виживаності після введення етанолу та опісля хірургічного втручання становили 71% і 79% відповідно у пацієнтів з цирозом печінки класу А за Чайлдом-Пью і 40% і 41% у пацієнтів із цирозом печінки класу В за Чайлдом-Пью.
Незважаючи на те, що загалом добре переноситься, введення етанолу може призвести до смерті та рідкісних випадків рецидиву пухлини. На жаль, ураження, оброблені етанолом, мають високий рівень місцевих рецидивів (тобто 33% для пухлин ≤3 см, 43% для більших пухлин).
Введення етанолу значною мірою була витіснена методом абляції, при якому провідна голка поміщається всередину пухлини, а струм проходить до великого дисперсійного електрода (заземлюючої площадки). Електричний струм призводить до перемішування іонів у тканині, виділення тепла та висихання тканин, які оточують зонд. Покриття електричного поля можна розширити за допомогою водяного охолодження, кількох розсувних зубців усередині голки та інших модифікованих електродів.
Лікування за допомогою РЧА зазвичай проводиться за один сеанс (на відміну від декількох сеансів, необхідних для введення етанолу). Процедуру можна проводити під контролем ультразвукового дослідження, комп’ютерної томографії або лапароскопії, залежно від стану здоров’я хворого, розташування пухлини та досвіду лікаря.
У порівнянні з введенням етанолу  в проспективному дослідженні РЧА асоціювалася з тенденцією до покращення показників 24-місячної виживаності пацієнтів (98% проти 88%), але ця тенденція не досягла статистичної значущості. Однак значні відмінності в показниках безрецидивної виживаності явно сприяють РЧА через 24 місяці (64% проти 43%). Рівень ускладнень низький, летальність становить 0,3%, а частота серйозних ускладнень - 2,2%.
Успіх РЧА також може бути обмежений наявністю великої гілки портальної або печінкової вени, яка прилягає до пухлини. Кров, яка тече, може діяти як тепловідвід і обмежувати здатність нагрівати тканину до достатньої температури. Тимчасове використання селективної артеріальної/венозної оклюзії може бути використано для зменшення кількості тепловідведення.
RЧА також може використовуватися як допоміжна терапія для пацієнтів, які очікують на трансплантацію. У цих пацієнтів прогресування пухлини можна сповільнити без ускладнень, пов’язаних із трансплантацією печінки після відкритої резекції.
Кріоабляція пухлин за допомогою зонда, заповненого рідким азотом, історично використовувалася для абляційного лікування. Проте через вищий рівень ускладнень і нижчий рівень ефективності ця методика значною мірою випала з клінічного озброєння.

## Профілактика
Хоча це одна з найпоширеніших у всьому світі причин смерті від раку, запобігання захворюваності на гепатоцелюлярну карциному слід досягати за рахунок поточних стратегій вакцинації проти інфекції вірусу гепатиту В. Якщо припустити, що нинішні тенденції вакцинації щодо цього вірусу збережуться між 2020 та 2050 роками, то кількість нових випадків гепатиту В за оцінками буде меншею на 70%.
Додаткові підходи первинної профілактики гепатоцелюлярної карциноми включають зменшення вживання алкоголю, впровадження безпечної практики ін'єкцій та переливання преппратів крові, покращену діагностику хронічних інфекційних хвороб й посилене лікування гепатиту В та гепатиту С, включаючи підвищення доступності високоефективних противірусних препаратів прямої дії проти вірусу гепатиту С.
Задля профілактики рекомендується: скринінг донорської крові, органів і тканин; дотримання правил інфекційного контролю під час медичних і стоматологічних процедур; участь у програмах обміну шприців для споживачів ін’єкційних наркотиків; дотримання практики безпечного сексу. Інші профілактичні підходи включають заходи зменшення ожиріння та цукроаого діабету 2 типу. Загальнонаціональне дослідження в Швеції показало, що застосування низьких доз аспірину знизило ризик виникнення гепатоцелюлярної карциноми у пацієнтів з хронічним вірусним гепатитом на 31% і знизило ризик смерті, пов’язаної з цим, на 27%.